# 列奥·约基希斯
列奥·约基希斯（德語：Leo Jogiches；1867年7月17日—1919年3月10日），波兰、立陶宛、德国马克思主义革命家。1893年成立的波兰王国和立陶宛社会民主党（波兰共产党前身）创始人，第一次世界大战斯巴达克同盟的重要人物。罗莎·卢森堡的情人和政治盟友。1919年3月，在柏林调查卡尔·李卜克内西和罗莎·卢森堡谋杀案时被德国极右翼分子刺杀身亡。